# Consejo Rabínico de América
El Consejo Rabínico de América (en inglés: Rabbinical Council of America) (RCA) es una de las organizaciones de rabinos ortodoxos más grandes del Mundo, está afiliada a la Unión de Congregaciones Judías Ortodoxas de América, más conocida como la Unión ortodoxa (OU). Es la principal asociación rabínica profesional dentro del judaísmo ortodoxo moderno en los Estados Unidos.

## Historia de la RCA
Las raíces de la organización se remontan al año 1923 cuando fue fundada con el nombre de "Consejo Rabínico de la Unión de Congregaciones Judías Ortodoxas de América". Su propósito era perpetuar y promover el judaísmo ortodoxo en los Estados Unidos de América.
Sus miembros intentaron en varias ocasiones fusionarse con otros grupos judíos, con el propósito de desarrollar un rabinato tradicional unificado para la comunidad judía americana. Se hicieron varios intentos de unirse a grupos como Agudath Israel de América, pero todos esos intentos fracasaron.
En 1935 se produjo una fusión entre el "Consejo Rabínico de la Unión de Congregaciones Judías Ortodoxas" y otro grupo rabínico ortodoxo, la "Asociación Rabínica del Seminario Teológico Rabino Isaac Elchanan" (RIETS), que forma parte de la Universidad Yeshiva. Con esta fusión el grupo tomó el nombre de Rabbinical Council of America (Consejo Rabínico de América), conocido entre la comunidad judía como RCA. 
En 1942 el Colegio Teológico Hebreo (en inglés: Hebrew Theological College) se fusionó con la RCA. En años posteriores, la RCA intentó fusionarse con otro grupo rabínico ortodoxo, la "Alianza Rabínica de América", pero este intento también fracasó. La mayoría de los miembros del Consejo Rabínico de América están trabajando activamente como rabinos frente al público, una minoría significativa está trabajando en la educación judía.
El rabino Joseph B. Soloveitchik desempeñó un papel importante en la RCA hasta su muerte en 1993. Durante muchos años, la RCA fue dirigida por el rabino Steven Dworkin, quien sirvió como vicepresidente ejecutivo hasta su muerte en enero de 2003. La RCA estaba entonces encabezada por el rabino Basil Herring, quien previamente había servido como director del "Foro Ortodoxo". 
En septiembre de 2012, la RCA anunció que el rabino Herring ocupaba el puesto de editor en jefe de las publicaciones de la RCA y que el rabino Mark Dratch asumiría el papel de nuevo director ejecutivo.
En los últimos años, han surgido quejas dentro de la comunidad judía ortodoxa sobre la falta de liderazgo y dirección por parte de la RCA y sobre el hecho de que la RCA no ha podido hacer frente a los desafíos planteados por los recientes cambios dentro de la comunidad judía ortodoxa.
La RCA publica una revista trimestral en inglés titulada "Tradition: A Journal of Orthodox Jewish Thought", que comenzó a publicarse en 1958, y una revista en hebreo, HaDarom, que comenzó a publicarse en 1957.
Durante muchos años, la RCA estuvo afiliada con dos instituciones del Estado de Israel: la Yeshivá HaDarom y la aldea juvenil de Gan Yavneh. En el año 2009 la RCA rompió sus relaciones con ambas organizaciones, alegando dificultades económicas. En 2009, la RCA emitió una protesta contra una declaración sobre el diálogo interreligioso que criticaba la teología del doble pacto, publicada por la Conferencia de Obispos Católicos de Estados Unidos. En el año 2010, había cerca de 1.000 rabinos ordenados por la RCA, distribuidos en 14 países.